# Мари
Мари́ (туркм. Mary) — третє за розміром місто Туркменістану. Розташоване у великій оазі посередині пустелі Каракуми. Адміністративний центр Марийського велаяту.

## Історія
Мари було засновано у 1884 році як російський військово-адміністративний центр за 30 кілометрів від стародавнього Мерва (до 1937 року Мари називали Мервом). Тепер це найбільший центр бавовницької області, великий транспортний вузол і головний центр газової промисловості країни — головного джерела доходів Туркменістану.

## Географія
Мари — місто серед пустелі Каракуми, яке розташоване поруч з Каракумським каналом.

### Клімат
Місто знаходиться у зоні, котра характеризується кліматом тропічних степів. Найтепліший місяць — липень із середньою температурою 30.6 °C (87.1 °F). Найхолодніший місяць — січень, із середньою температурою 3.4 °С (38.1 °F).
| Клімат Мари             | Клімат Мари | Клімат Мари | Клімат Мари | Клімат Мари | Клімат Мари | Клімат Мари | Клімат Мари | Клімат Мари | Клімат Мари | Клімат Мари | Клімат Мари | Клімат Мари | Клімат Мари |
| Показник                | Січ.        | Лют.        | Бер.        | Квіт.       | Трав.       | Черв.       | Лип.        | Серп.       | Вер.        | Жовт.       | Лист.       | Груд.       | Рік         |
| Середня температура, °C | 3,4         | 5,3         | 11,1        | 18,3        | 23,7        | 28,5        | 30,6        | 28,1        | 22,8        | 16,1        | 10,6        | 5,9         | 17          |
| Норма опадів, мм        | 23          | 17.2        | 26.3        | 24.4        | 11.1        | 0.4         | 0           | 0.1         | 0.8         | 5.4         | 12.2        | 19.4        | 140.3       |
| Днів з опадами          | 7,2         | 6,9         | 8,1         | 6,2         | 3,7         | 0,4         | 0,1         | 0,1         | 0,4         | 2,6         | 3,6         | 6,8         | 46,1        |
| Вологість повітря, %    | 69.9        | 66          | 60.3        | 53.2        | 39.5        | 29.3        | 26.7        | 27.1        | 32.8        | 44.3        | 55.7        | 68          | 47.7        |
| ----------------------- | ----------- | ----------- | ----------- | ----------- | ----------- | ----------- | ----------- | ----------- | ----------- | ----------- | ----------- | ----------- | ----------- |
| Джерело: Weatherbase    |             |             |             |             |             |             |             |             |             |             |             |             |             |

## Населення
За даними перепису населення в 1989 року чисельність жителів міста Мари становила 92 290 осіб, в 1998 році — 94 000 осіб. У 2005 році чисельність населення Мари збільшилась до 100 тисяч, а в 2010 вже становила — 126 141 осіб. За етнічною ознакою місто Мари заселено здебільшого туркменами, татарами, вірменами.

## Культура
У місті є Музей історії з великою колекцією археологічних знахідок, туркменських килимів, національної сукні, срібла.

## Визначні пам'ятки
Кілька городищ, що були столицями стародавнього Мерва у різні тисячоріччя, складають заповідну історико-архітектурну зону «Байрамали», що знаходиться під охороною держави. Серед них пам'ятники: Султан-кала (IX—XII століття), Гяур-кала (III століття до н. е. — VIII—IX століття н. е.), Ерк-кала (I століття до н. е.), Абдуллахан-кала (XV століття) і Байрамаліхан-кала (XVIII століття). Безумовно, найголовнішою визначною пам'яткою Мерва є мавзолей султана Санджара (1118—1157).

## Відомі особистості
У поселенні народилися:
- Агаджан Бабаєв (* 1929) — туркменський географ, фахівець із вивчення та освоювання пустель.
- Камбаров Аки Анатолійович (1975—2014) — старшина Збройних сил України, учасник російсько-української війни 2014—2017.
- Сапарлиєв Хидир Мухамметбердиєвич (* 1958) — туркменський державний діяч, дипломат.

## Галерея
| Готель Моргуш | Палац Рухиєт | Музей |